# Павле Радивојевић
Павле Радивојевић (Сентандреја, 1759-1829, Верона), Сентандрејац, племићког рода и барон, генерал фелдцајгермајстер аустријски

## Биографија
Рођен је 1759. године у градићу Сентандреји, од оца Јована пуковника и мајке Анастасије рођ. Турнаји. Павлова браћа су били: Петар подпуковник (умро 1820) и Стефан-Синесије архимандрит (умро 1832). 
Радивојевићи браћа, Арсеније епископ, Симеон свештеник (парох у Сентандреји) и Јован пуковник, добили су аустријско племство 3. августа 1763. године. 
Школовао га је стриц Арсеније епископ (више епархија). Научио је поред матерњег српског и немачки и мађарски језик. Направио је узорну војничку каријеру у аустријској војсци и достигао највиша звања. Године 1782. он је у чину кадета у Петроварадинској граничарској регименти, а 1. маја 1788. године добио је чин подпоручника. Помиње се затим јануара 1789. године као надпоручник Радивојевић у саставу српског фрајкора Брановачког. Служио тада као хусар у Кнежевићевом ескадрону српског фрајкора. Од 1792. године је поново премештен у фрајкор, и у њему новембра 1793. године постаје капетан. Унапређен је у чин мајора септембра 1795. године. Истакао се "током противреволуционарних и противнаполеонских ратова". Стиче чин оберстлајтанта (пуковник) марта 1800. године. Јавља се обрштар (пуковник) 1801. године код 18-ог пука Стјуарт. Као генерал-мајор Павле барон Радивојевић био је командант бригаде у Банату, стациониран у Панчеву 1806-1807. године. Добио је чин генерал-мајора 1. априла 1807. године, а августа 1809. године стиче чин фелдмаршал-лајтант у Темишвару. Децембра 1810. године прешао је у Петроварадин. Постао је после 1813. године командант и власник 48. инфантеријског (пешадијског) пука.
Био је као фелдмаршал-лајтант од 1823. године командант војске у Хрватској, у Загребу. Те године му је владика песник Лукијан Мушицки спевао песму оду: Памјатник барону Радивојевићу године 1823.. Бавио се у Загребу од 1823. године, где је купио 1824. године кућу, врт и виноград. Тамошње Србе је ревносно штитио и помагао.
Као артиљеријски заповедник умро је у Верони, у Италији 15. јула 1829. године. Те године је Јосип Марић издао у Будиму по други пут песму: Плач Краишника по смерти приузвишенога г. Павла барона од Радивојевича. Оставио је иза себе синове Стевана поручника и малолетног Антонија. 
Господин Павел Барон от Радивојевић, био је аустријски генерал фелдцајмајстер и Командирер у Хрватској, тајни царски и краљевски саветник, каваљер више ордена, за војничке и ратне заслуге. Командир је Леополдовог ордена, ритер руског ордена Св. Ане и сардинског Св. Мауриција ордена и Лазара ордена великог каваљер.